# Judy Cornwell
Judy Valerie Cornwell (Londra, 22 febbraio 1940) è un'attrice britannica.

## Filmografia parziale

### Cinema
- Le cinque chiavi del terrore (Dr. Terror's House of Horrors), regia di Freddie Francis (1965)
- Due per la strada (Two for the Road), regia di Stanley Donen (1967)
- Quei fantastici pazzi volanti (Jules Verne's Rocket to the Moon), regia di Don Sharp (1967)
- Killico il pilota nero (The Wild Racers), regia di Daniel Haller (1968)
- Ogni uomo dovrebbe averne due (Every Home Should Have One), regia di Jim Clark (1970)
- Lo strano triangolo (Country Dance), regia di J. Lee Thompson (1970)
- Cime tempestose (Wuthering Heights), regia di Robert Fuest (1970)
- Chi giace nella culla della zia Ruth? (Whoever Slew Auntie Roo?), regia di Curtis Harrington (1972)
- La storia di Babbo Natale (Santa Claus), regia di Jeannot Szwarc (1985)
- Grido di libertà (Cry Freedom), regia di Richard Attenborough (1987)
- Persuasione (Persuasion), regia di Roger Michell (1995)

### Televisione
- The Younger Generation, regia di C. Jay Williams (1961) - cortometraggio
- The River Flows East, serie TV (1962)
- Paris 1900, serie TV (1964)
- Man of Straw, serie TV (1972)
- Cakes and Ale, serie TV (1974)
- Moody and Pegg, serie TV (1974-1975)
- The Mill on the Floss, serie TV (1978-1979)
- The Good Companions, serie TV (1980-1981)
- Jane Eyre, regia di Julian Amyes (1983) - miniserie televisiva
- The December Rose, serie TV (1986)
- Doctor Who, serie TV (1987)
- Keeping Up Appearances, regia di Harold Snoad (1990-1995) - sitcom televisiva
- Miss Marple (Agatha Christie's Miss Marple) – serie TV, episodio 1x12 (1992)
- Maria, madre di Gesù (Mary, Mother of Jesus), regia di Kevin Connor (1999) - film TV
- David Copperfield, regia di Peter Medak (2000) - miniserie televisiva
- EastEnders, soap opera (2007-2008)

### Doppiatrice
- Il vento nei salici (The Wind in the Willows), regia di Dave Unwim (1995)

## Doppiatrici italiane
- Anna Rita Pasanisi in Due per la strada[1]
- Germana Dominici in Chi giace nella culla della zia Ruth?[2]
- Angiolina Quinterno ne La storia di Babbo Natale
- Paila Pavese in David Copperfield

Da doppiatrice è sostituita da: 
- Cristina Noci ne Il vento nei salici[3]